# رنووا، میسیسیپی
رنووا (به انگلیسی: Renova) شهرکی در ایالت میسیسیپی کشور ایالات متحده آمریکا است که جمعیت آن در سرشماری سال ۲۰۱۰ میلادی، ۶۶۸
نفر بوده‌است.